# Josleidy Ribalta
Josleidy Ribalta (ur. 2 maja 1990) – kubańska lekkoatletka specjalizująca się w trójskoku.
W 2007 została wicemistrzynią świata juniorek młodszych, a w kolejnym sezonie wywalczyła wicemistrzostwo świata juniorów. 
Reprezentowała Kubę na igrzyskach w Londynie. W eliminacjach konkursu trójskoku zajęła 19. lokatę i nie awansowała do olimpijskiego finału.
Rekord życiowy: 14,61 (18 lutego 2011, Hawana). 

## Osiągnięcia
| Rok  | Impreza                               | Miejsce   | Lokata     | Wynik |
| ---- | ------------------------------------- | --------- | ---------- | ----- |
| 2007 | Mistrzostwa świata juniorów młodszych | Ostrawa   | 2. miejsce | 13,32 |
| 2008 | Mistrzostwa świata juniorów           | Bydgoszcz | 2. miejsce | 13,85 |